# Kolodezi
Kolodezi (en rus: Колодези) és un poble de l'óblast de Tula, a Rússia, segons el cens del 2010 tenia 162 habitants.